# 深浦郵便局
深浦郵便局（ふかうらゆうびんきょく）
- 青森県西津軽郡深浦町にある郵便局。本記事にて記述する。
- 愛媛県南宇和郡愛南町にある郵便局。取扱局番号は61104。

深浦簡易郵便局（ふかうらかんいゆうびんきょく）
- 山口県下松市にある簡易郵便局。局番号は55726。
- 高知県須崎市にある簡易郵便局。局番号は64789。

深浦郵便局（ふかうらゆうびんきょく）は、青森県西津軽郡深浦町にある郵便局。民営化前の分類では集配特定郵便局であった。

## 概要
住所：〒038-2399 青森県西津軽郡深浦町深浦字浜町128-1

## 沿革
- 1875年（明治8年）2月1日 - 深浦郵便局（五等）として開設[1]。
- 1885年（明治18年） - 為替・貯金取扱を開始。
- 1897年（明治30年）2月1日 - 深浦郵便電信局となる。
- 1903年（明治36年）4月1日 - 通信官署官制の施行に伴い深浦郵便局となる。
- 1962年（昭和37年）6月1日 - 国際電報受付・配達および国内欧文電報受付・配達の各業務を五所川原電報電話局に移管[2]。
- 1968年（昭和43年）10月27日 - 電話交換および和文電報配達業務を深浦電報電話局に移管。
- 2003年（平成15年）3月3日 - 驫木郵便局から集配業務を移管[3]。
- 2007年（平成19年）10月1日 - 民営化に伴い、併設された郵便事業五所川原支店深浦集配センターに一部業務を移管。
- 2012年（平成24年）10月1日 - 日本郵便株式会社の発足に伴い、郵便事業五所川原支店深浦集配センターを深浦郵便局に統合。

## 取扱内容
- 郵便、印紙、ゆうパック、内容証明
- 貯金、為替、振替、振込、国際送金、国債
- 生命保険、バイク自賠責保険
- ゆうちょ銀行ATM
- 西津軽郡深浦町内のうち北金ヶ沢地区を除く全域（〒038-23xxおよび〒038-24xxの地域）の集配業務

## 周辺
- 深浦町役場
- 深浦町立深浦小学校
- 深浦港

## アクセス
- JR五能線 深浦駅から南へ約1km（徒歩約17分）
- 弘南バス 弁天停留所下車
- 国道101号沿い
- 駐車場あり：3台